# Bais (Ille y Vilaine)
Bais es una localidad y comuna francesa en la región administrativa de Bretaña, en el departamento de Ille y Vilaine y distrito de Rennes. 

## Demografía
| 2042 | 2095 | 2022 | 1913 | 1821 | 1928 |
| Para los censos de 1962 a 1999 la población legal corresponde a la población sin duplicidades (Fuente: INSEE [Consultar]) |      |      |      |      |      |